# Janko Silan
Janko Silan, vlastním jménem Ján Ďurka (24. listopadu 1914 Nové Sady – 16. května 1984 Važec), byl slovenský básník, prozaik, překladatel a římskokatolický kněz. Představitel slovenské spirituální lyriky 20. století a ústřední osobnost katolické moderny.

## Životopis
Narodil se do chudé dělnické rodiny. V rodišti navštěvoval základní (lidovou školu) a poté v letech 1928–1936 gymnázium v Nitře. Při studiu posluhoval za stravu a ubytování v piaristickém klášteře. V letech 1936–1941 studoval na Vysoké škole bohoslovecké ve Spišské Kapitule. Dne 22. června 1941 byl ve zdejší katedrále sv. Martina vysvěcen na kněze. Po studiích v letech 1941 až 1945 působil jako kaplan ve Ždiaru. Odtud bezprostředně po vstupu Rudé armády odešel do Liptovského Hrádku, kde působil do roku 1949. Od roku 1949 byl správcem farnosti ve Važci, kde zůstal až do své smrti.
Koncem 30. a ve 40. letech 20. století se angažoval v literárním dění. Byl jedním ze zakladatelů a redaktorů katolicky orientovaného časopisu Verbum (1946–1949). Udržoval úzké kontakty s českou křesťanskou kulturou, kde korespondoval s českým básníkem Jakubem Demlem. Změny společenského života po roce 1945 mu znemožnily publikovat a tak odešel do ústraní. Básník Karol Strmeň ho v roce 1981 nazval „světcem slovenské poezie“. V archivu Slovenské národní knihovny v Martině se nachází 3 809 jednotek Silanovy rukopisné pozůstalosti.

## Tvorba
Básnické tvorbě se věnoval již v době gymnaziálních studií. Básně uveřejňoval od roku 1936 v časopisech Svojeť, Pero Elán, Kultúra a Slovenské poh'lady. Už v jeho prvotině Kuvici se projevil jako romantizující lyrik, navazující hlavně na modernu. Postupně se jeho díla posunuly do křesťanské duchovní lyriky, sledující jednotlivé fáze Ježíšovy cesty, jako se připomíná v rámci liturgického roku.
Ve své tvorbě čerpal z vlastních zážitků a zkušeností. Inspiroval se stylem básníka Rainera Maria Rilkeho. Rovněž překládal náboženské texty. Z římského breviáře a misálu přeložil Hymny (2 svazky, 1943) a spolu s P. Štrausem Lippertovu knihu Člověk Jób hovoří s Bohem.
Po roce 1948 se veřejně odmlčel, jeho dílo nebylo připomínáno, protože postoj kněze-básníka k životu nevyhovoval oficiální ideologii. Až ke konci 60. let začal znovu publikovat v časopisech (báseň Vlasti – Vienec slok na hrob Jana Palcha 1969). Vlastním nákladem vydal několik bibliofilií – Triptych (1966), Tri návštěvy (1966), Dve bolesti (1968) a Tri balady (1969). Poslední básnická sbírka, která mohla vyjít oficiálně byla Oslnenie (1969). Další sbírka reflexivní poezie, Ja som voda a iné verše vyšla v Římě v roce 1984. Nepublikované básně mohly začít vycházet až v 90. letech 20. století, zásluhou jeho přátel.

## Dílo
výběr
- Kuvici (1936, básnický debut)
- Rebrík do neba (1939, jesličková poezie s barokními črtami)
- Slávme to spoločne (1941, elegická skladba, pokorné přijetí matčiny smrti)
- Kým nebudeme doma (1943, o nebeském domově)